# Zernausee
Der Zernausee, auch Die Zernau, ist ein natürlicher See im Ortsteil Mützel der Stadt Genthin im Landkreis Jerichower Land, Sachsen-Anhalt (Deutschland). Er ist eiszeitlichen Ursprungs und zählt mit einer Fläche von rund 6,7 Hektar zu den kleineren, aber ökologisch bedeutsamen Stillgewässern der Region.

## Geographie
Der Zernausee liegt am westlichen Rand des Ortsteils Mützel, etwa 3 km südlich des Stadtzentrums von Genthin. Der See befindet sich in der Nähe des historischen Torfschifffahrtskanals (auch Mühlengraben genannt), der früher zur Wasserzufuhr diente. Die Umgebung ist geprägt von Niederungslandschaften, kleinparzellierten Wiesen und Waldstücken. Der See liegt auf etwa 35 m ü. NHN.

## Geschichte
Der Zernausee ist ein Relikt der Weichsel-Kaltzeit und existierte vermutlich bereits lange vor der Gründung des Ortes Mützel im 18. Jahrhundert. Im Zuge der damaligen Torfwirtschaft war er Bestandteil eines kleinteiligen Gewässernetzes, das später durch Kanäle erweitert wurde. In neuerer Zeit wurde der See mehrfach zum Thema von Umwelt- und Tourismusprojekten, jedoch ohne weitreichende bauliche Eingriffe.

## Nutzung

### Freizeit
Der Zernausee wird vorrangig als Naherholungsgebiet genutzt. Ein Heimat- und Naturlehrpfad führt rund um das Gewässer und lädt zu Spaziergängen ein. Der See ist im Winter beliebter Treffpunkt für Eisbaderinnen und Eisbader aus der Region. Einfache Rastplätze und Badestellen existieren am südlichen Ufer.

### Angeln
Das Gewässer wird vom Kreisanglerverein Genthin sowie dem Landesanglerverband Sachsen-Anhalt betreut. Bootsangeln ist nicht gestattet, Uferangeln ist hingegen erlaubt. Zu den häufigsten Fischarten zählen Aal, Barsch, Hecht, Karpfen, Schleie sowie diverse Weißfische wie Rotauge und Brassen. Trotz des kleinen Volumens gelten die Fangaussichten bei bestimmten Methoden als solide.

## Umgebung und Infrastruktur
In unmittelbarer Umgebung des Sees befinden sich mehrere Sehenswürdigkeiten des Ortsteils Mützel, darunter die historische Bockwindmühle, die evangelische Dorfkirche aus dem 18. Jahrhundert und ein Reitplatz. Einfache Wander- und Radwege führen von Genthin über Mützel zum See und zurück.

## Hydrologie
Der Zernausee wird überwiegend durch Niederschläge und Grundwasser gespeist. Ein Seitenarm des Torfschifffahrtskanals diente früher als oberflächlicher Zufluss, ist jedoch seit Jahren hydrologisch instabil. Insbesondere in niederschlagsarmen Jahren sinkt der Wasserstand erheblich, sodass das Gewässer zwischenzeitlich von Austrocknung bedroht war.
Ein Projekt zur Errichtung einer sogenannten „Sohlgleite“ zur Verbesserung der Wasserzufuhr wurde 2021 vom Land Sachsen-Anhalt geplant, jedoch aus ökologischen und rechtlichen Gründen nicht umgesetzt. Der See gilt als Gewässer 2. Ordnung und unterliegt keiner prioritären Maßnahmenplanung im Rahmen der EU-Wasserrahmenrichtlinie.

## Ökologie
Der Zernausee stellt ein wichtiges Biotop für Amphibien, Libellen und Wasservögel dar. Aufgrund seiner naturnahen Ufervegetation bietet der See zahlreichen Tierarten einen geeigneten Lebensraum. Die ökologische Durchgängigkeit ist jedoch eingeschränkt, da eine Verbindung zum Torfschifffahrtskanal nur zeitweise besteht.
Wegen des niedrigen Wasserstands und der geringen Tiefe ist der See anfällig für Eutrophierung und sommerliche Sauerstoffdefizite. Dennoch erfüllt er eine wichtige Funktion als Rückzugsraum in der agrarisch geprägten Umgebung.